# VEB Seifama
Der VEB Seifama war eine Seifen- und Waschmittelfabrik in Magdeburg. Das Unternehmen entstand 1972 durch die Enteignung der Firma Müller & Kalkow KG. Seifama ist ein Silbenwort aus Seifenfabrik und Magdeburg. Die Treuhandanstalt übereignete 1991 den Betrieb, der seit 1990 als Seifama GmbH firmierte, der Firma Rabbasol in Solingen. Die Produktion in Magdeburg wurde bald eingestellt.

## Geschichte

### Von 1972 bis 1990

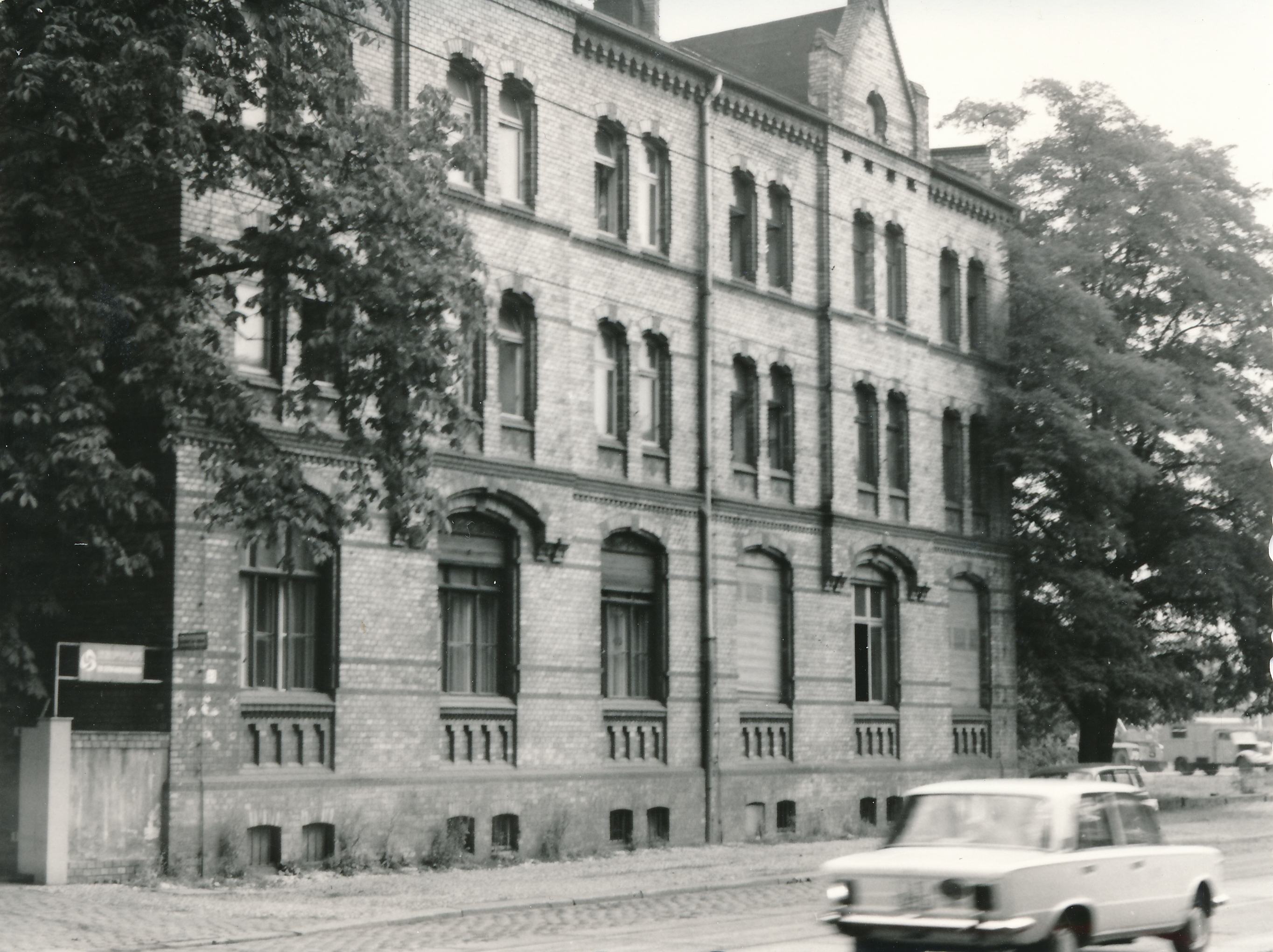
Fabrikgebäude an der Großen Diesdorfer Straße ca. 1975

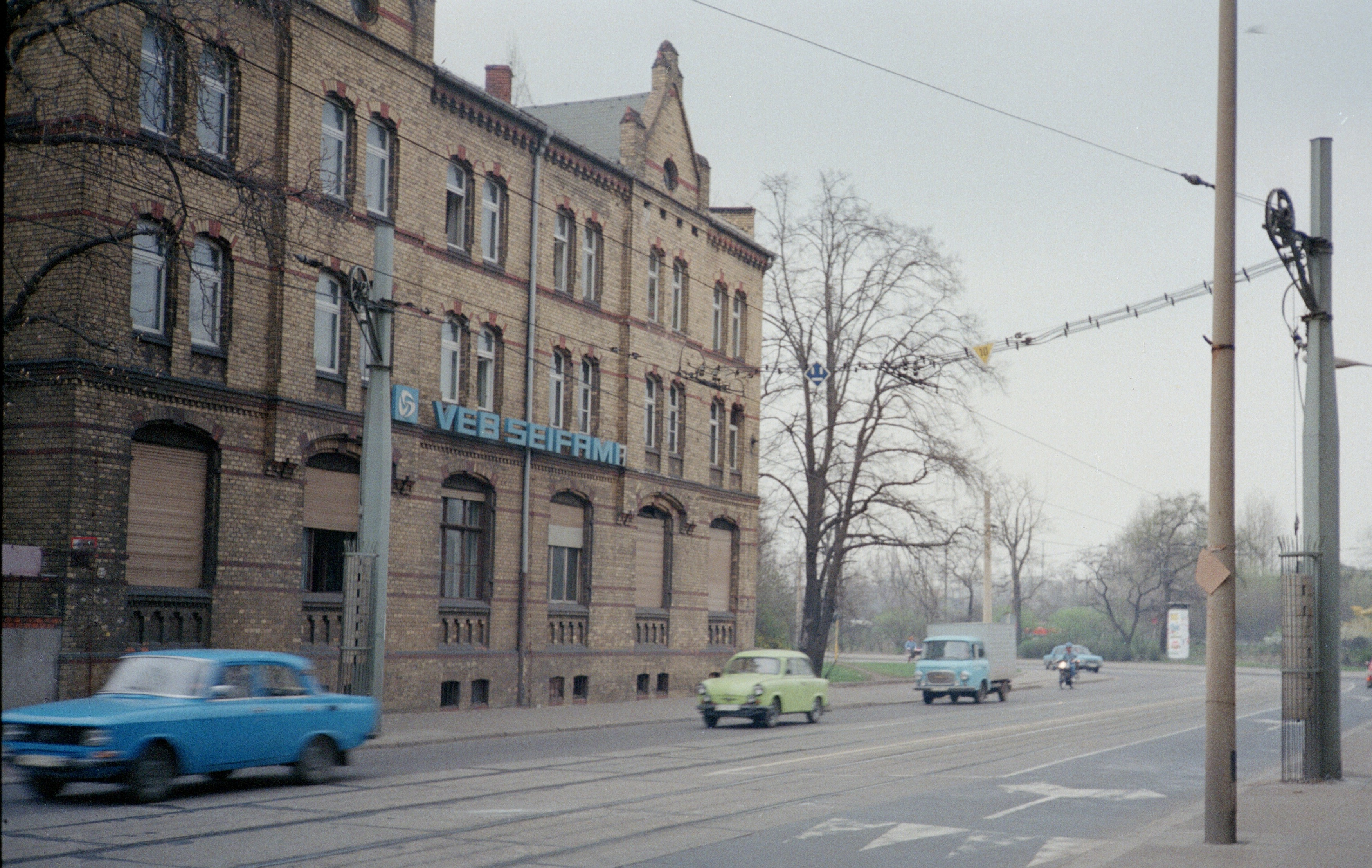
Fabrikgebäude mit Schriftzug VEB Seifama 1990

In der DDR erfolgte 1972 aufgrund der Grundlage des Beschlusses des Politbüros vom 8. Februar 1972 und des Beschlusses des Präsidiums des Ministerrats der DDR vom 9. Februar 1972 die letzte Verstaatlichungswelle. Es betraf insbesondere die Kommanditgesellschaften, an denen eine staatliche Beteiligung nach dem Beschluss des 25. Plenums des Zentralkomitees der SED aus dem Jahre 1956 bestand. Es wurden zwangsweise die verbliebenen privaten Geschäftsanteile aufgekauft. Über die mit hohen Steuern belegten Geschäftseinlagen konnten die Eigentümer, die DDR-Bürger waren, in jährlichen Raten verfügen. Die Einlagen der Bürger der BRD wurden auf Sperrkonten verwaltet.
Die Müller & Kalkow KG wurde in einen Volkseigenen Betrieb umgewandelt und als VEB Seifama weitergeführt. Betriebsdirektor wurde der bisherige Komplementär Hans-Jürgen Hallmann. Die Warenzeichen der Firma Müller & Kalkow KG Mühle und die Produkte u. a. das Spülmittel Mühli wurden weiter verwendet.
Der VEB Seifama gehörte zum Kombinat VEB Härtol Magdeburg. Mit der Kombinatsbildung wurde 1984 der VEB Cito Hand- und Körperwaschmittel Calbe ein Betriebsteil des VEB Seifama Magdeburg. 1990 erfolgte dann wieder die Trennung.
In den 1970er und 1980er Jahren wurden in dem Betrieb auch Minderjährige aus Jugendwerkhöfen und Durchgangsheimen zwangsbeschäftigt. Beschäftigt wurden sie in der Produktion mit der Abfüllung von Mühli und u. a. auch mit Bau – und Reparaturarbeiten.
Bis zur Wende wurden u. a. Mühli, Cito liquid Waschtropfenkonzentrat, Handwaschpasten mit und ohne Sand, Neuro 80 Laborglasreinigungsmittel hergestellt.
Für Mühli waren in den 1980er Jahren bis zur Wende als Verpackungen eine runde gelbe 500 ml Plastikflasche mit einem roten Schraubverschluss und eine 1000 ml gelbe Plastikflasche mit weißem Schraubverschluss in Gebrauch.

Produkte-Verpackung
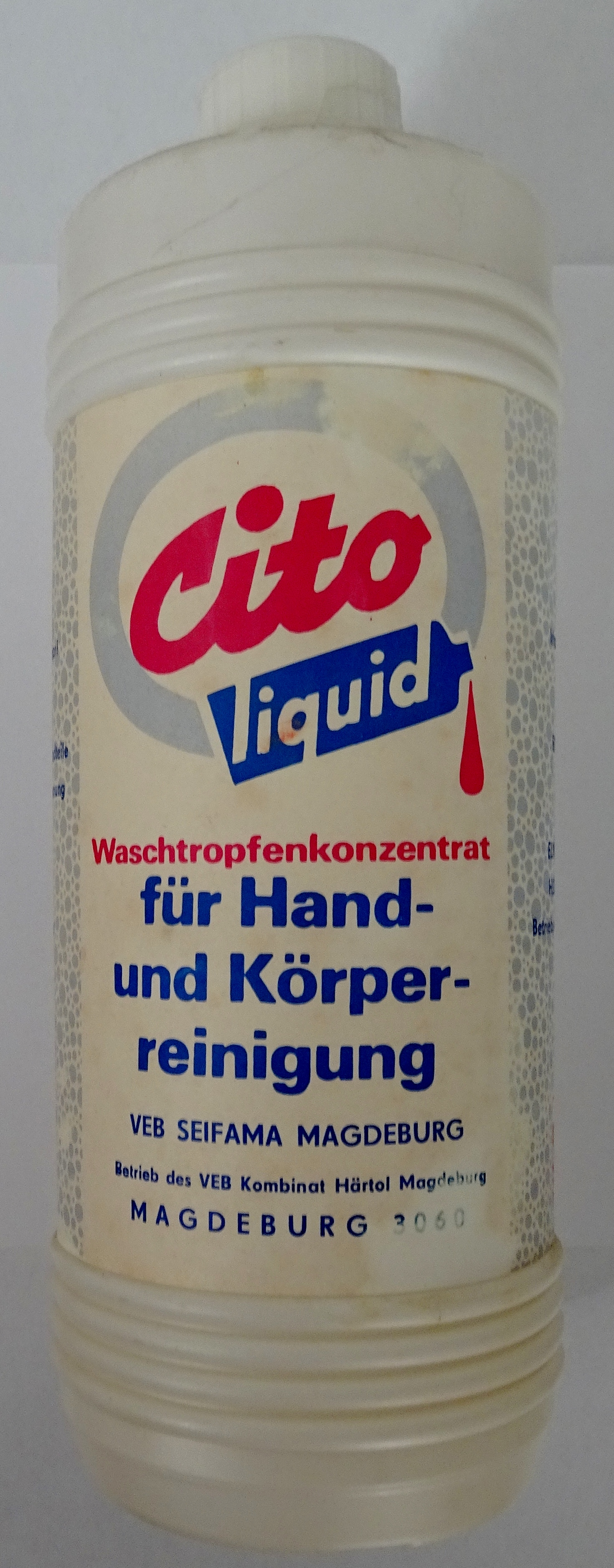
Waschtropfenkonzentrat Cito liquid ca. 1985
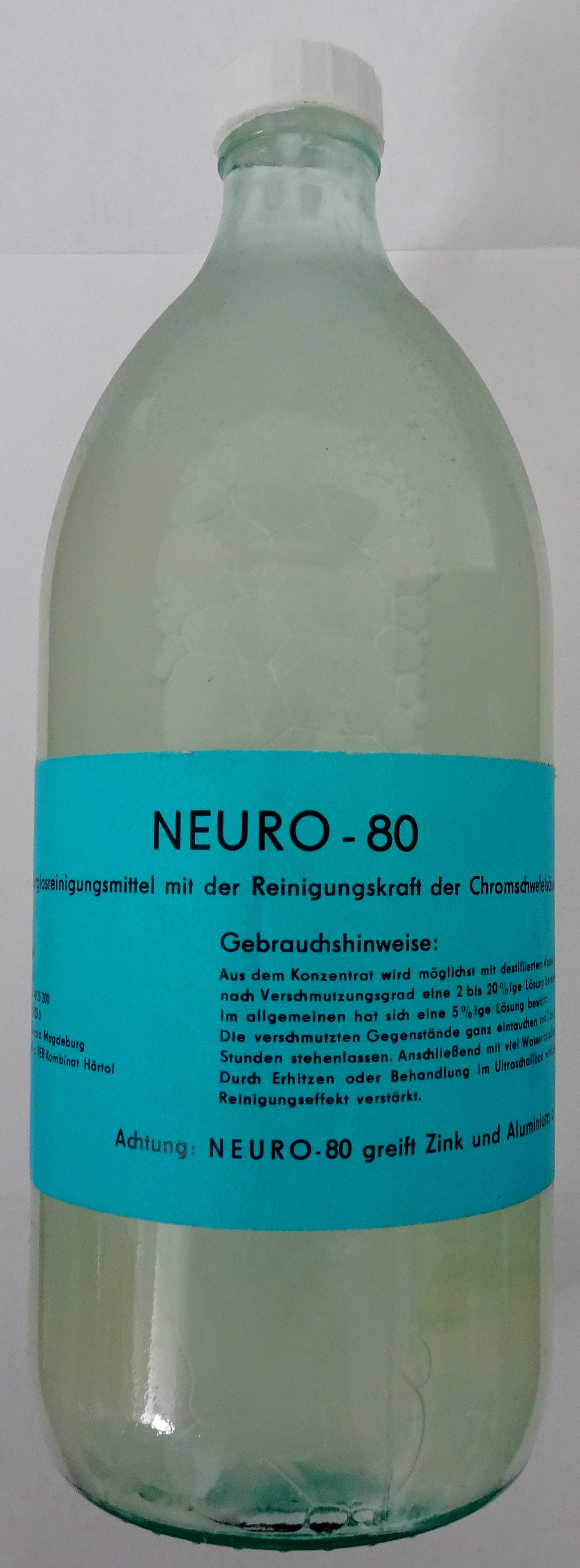
Laborglasreiniger ca. 1986
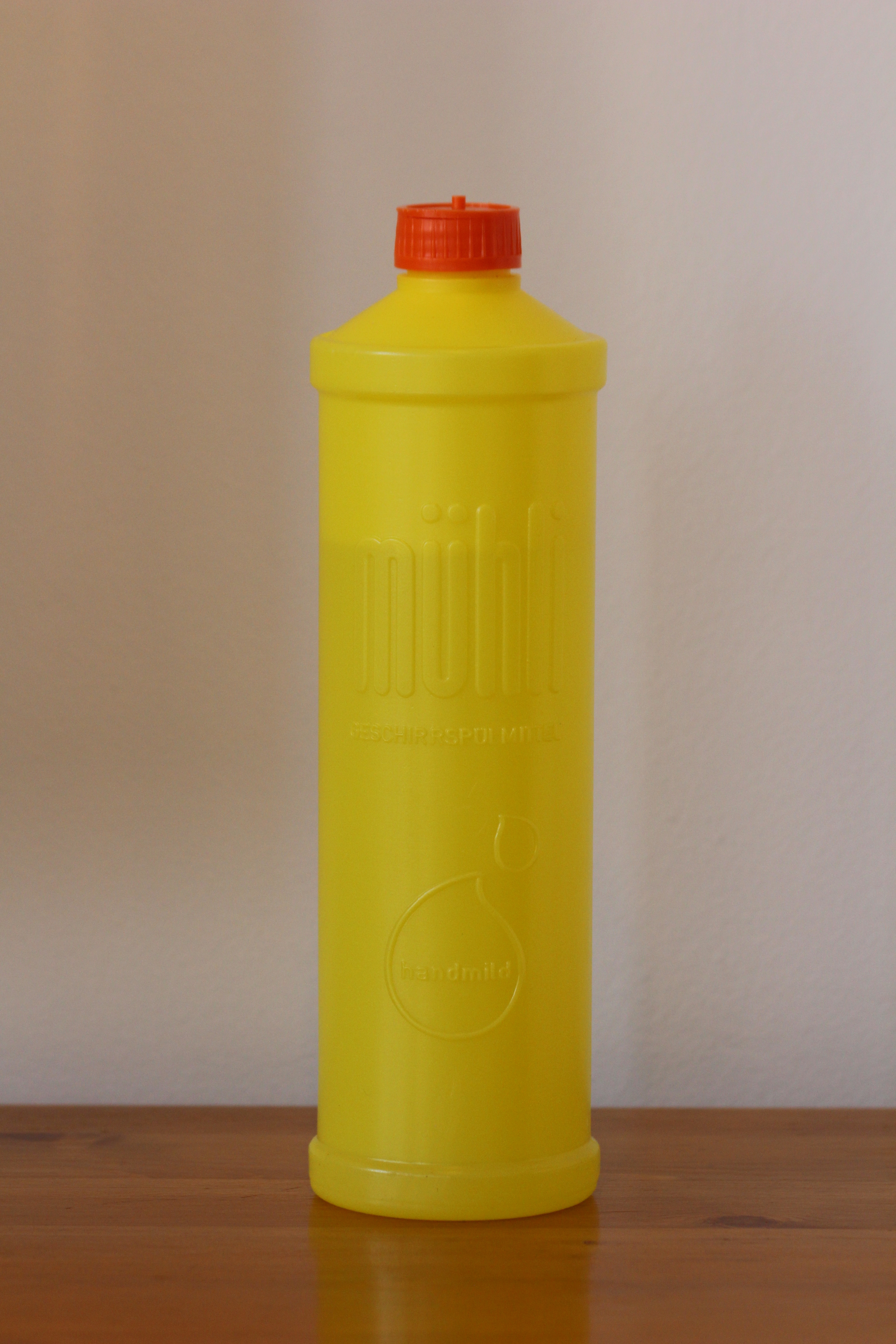
Mühli Flasche 500 ml etwa 1988
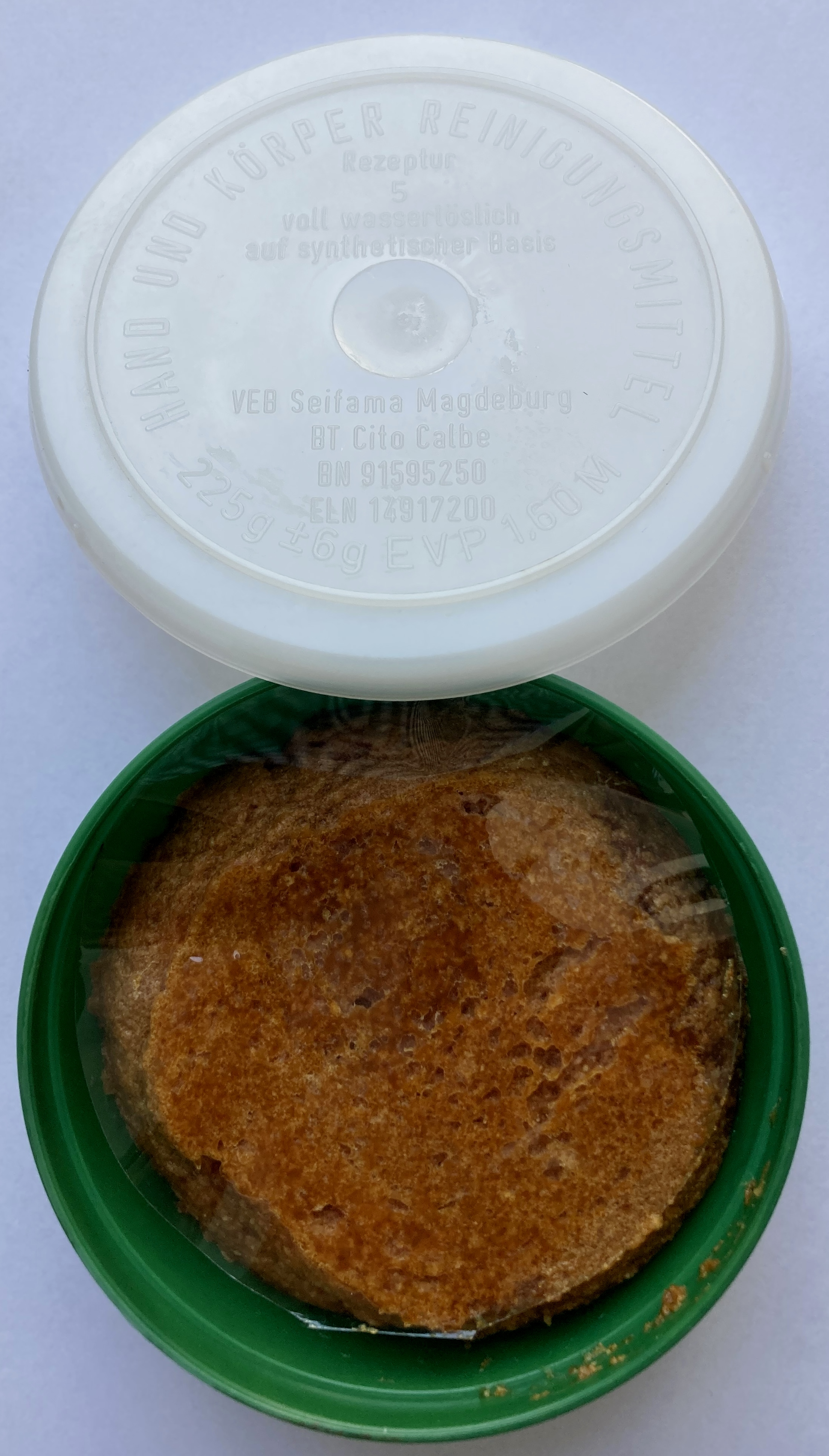
Waschpaste ca. 1989
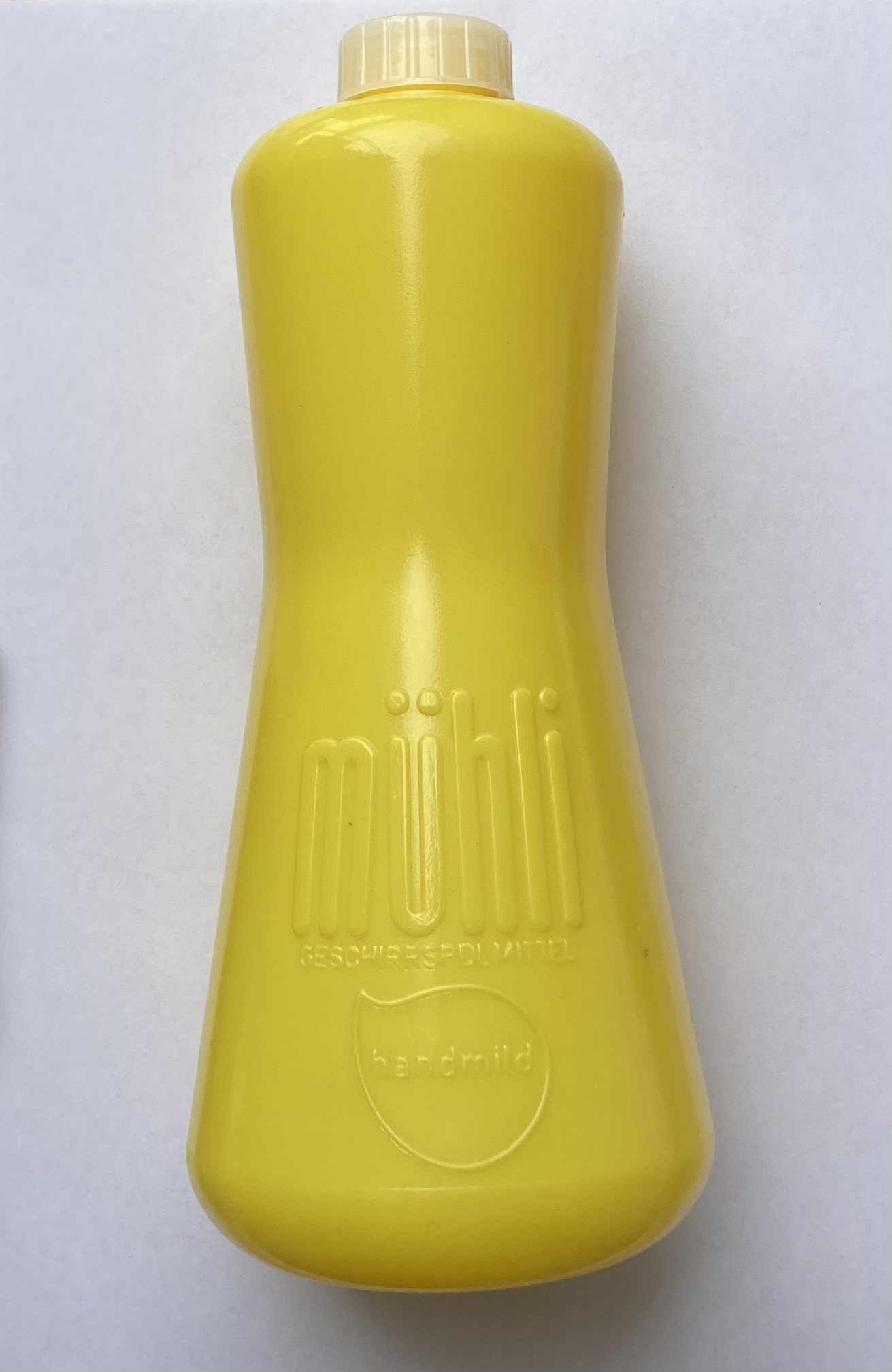
Spülmittel Mühli ca. 1989

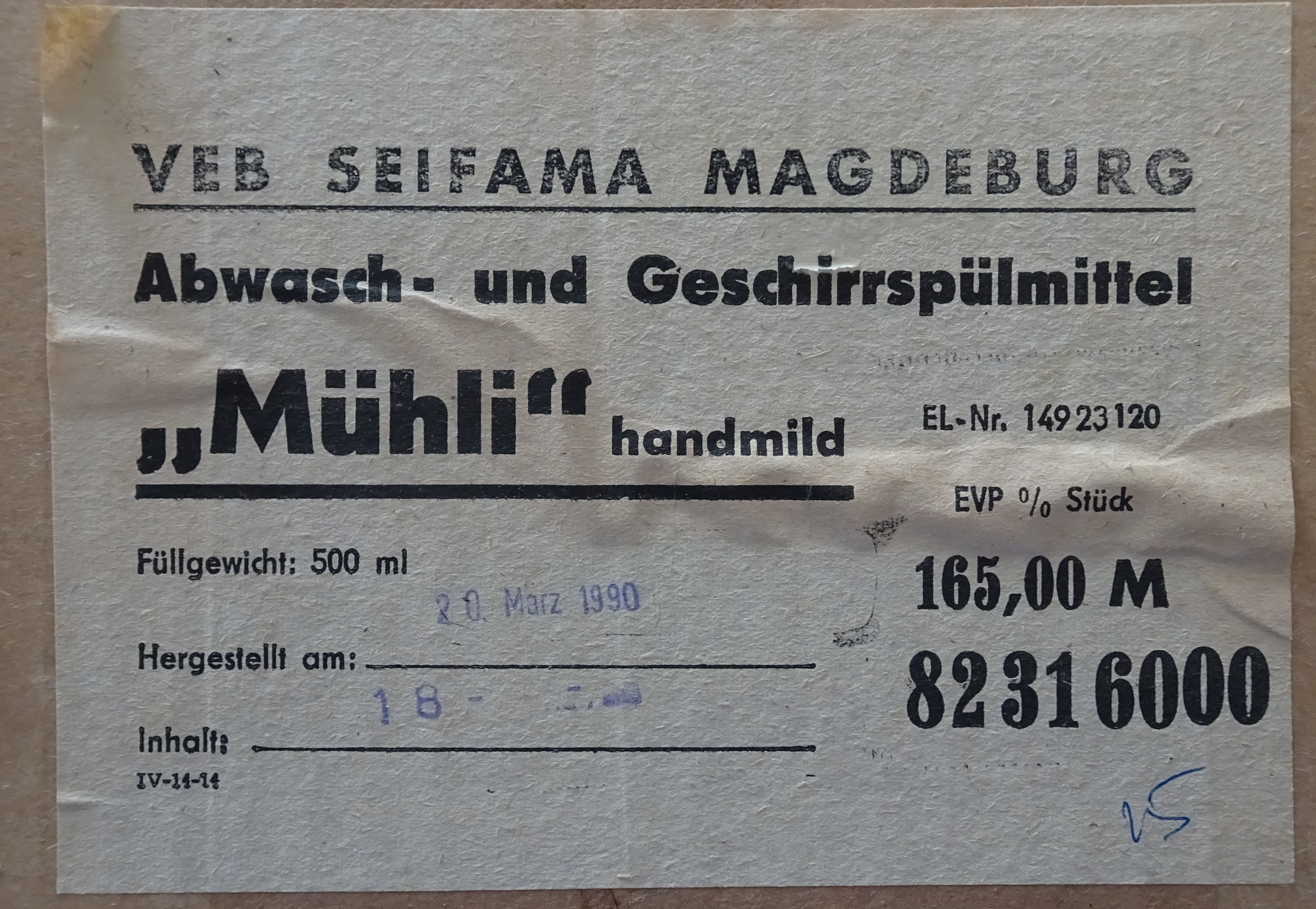
Paketlabel Spülmittel Mühli 1990

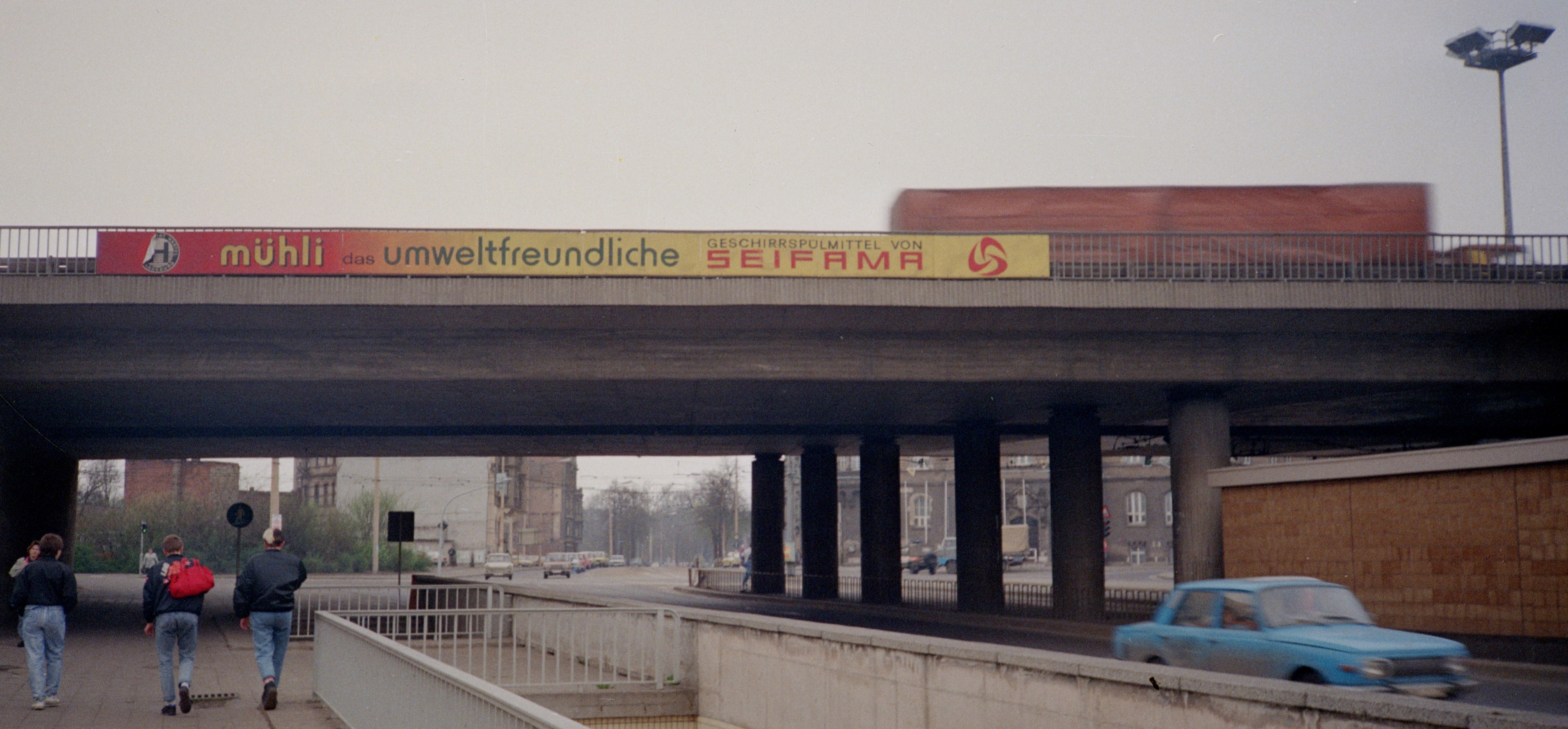
Werbebanner Mühli Stadtautobahnbrücke Magdeburg Damaschkeplatz 1990

### Nach 1990
Der VEB Seifama wurde nach dem Treuhandgesetz zum 1. Juli 1990 in eine Gesellschaft mit beschränkter Haftung im Aufbau (GmbH i. A.) umgewandelt. Die Flasche und das Etikett von Müli wurden einschließlich des Logos 1990 neu gestaltet. Auf den Markt kamen eine 450 g gelbe Plastikflasche mit weißem Schraubverschluss zum Verkaufspreis von 1,29 DM und eine 1000 ml durchsichtige Flasche mit Griff und rotem Schraubverschluss. 1991 wurde die Seifenfabrik Magdeburg aufgekauft und in die Organisation der Firma Rabbasol eingegliedert.
In einem Artikel der Zeitung Neues Deutschland wird Seifama am 23. November 1991 noch als einer der bedeutendsten Produzenten von Haushaltsreinigern in den neuen Bundesländern mit dem Produkt Müli genannt.
Im Betrieb waren 1995 noch sechs Mitarbeiter beschäftigt, statt 80 zum Zeitpunkt der Wende. An Produkten wurden noch das Geschirrspülmittel Müli, Handwaschpaste und Universalreiniger vertrieben.